# Гогенлоэ, Эрнст
Эрнст цу Гогенлоэ, полное имя: Эрнст Пауль Зденко Виктор Карл Эгон Мария цу Гогенлоэ-Шиллингсфюрст (нем. Ernst Paul Zdenko Viktor Karl Egon Maria zu Hohenlohe Schillingfürst); 5 августа 1891, Рацибуж, Пруссия — 17 июня 1947, Эшторил, Лиссабон) — австрийский фехтовальщик, участник Олимпийских игр 1912 года. Принц Гогенлоэ-Шиллингсфюрст.

## Происхождение
Родился 5 августа 1891 года в немецком городе Ратибор (ныне — Рацибуж в составе Польши) в аристократической семье. Его мать Леопольдина происходила из княжеского рода Лобковиц, а отец — Эгон Ратиборский и Корвейский принадлежал к немецкому роду Гогенлоэ-Шиллингсфюрст и был третьим сыном Виктора I, первого герцога Ратиборского и князя Корвейского. Имел трёх братьев и двух сестёр.

## ОИ-1912
На Олимпийских играх 1912 года в Стокгольме Эрнст Гогенлоэ принял участие в соревнованиях на сабле. Благодаря удачному жребию, он автоматически прошёл в четвертьфинал, но затем уступил во всех трёх поединках венгру Эрвину Месарошу, немцу Фридриху Шварцу и британцу Уильяму Маршу, вылетев таким образом с соревнований.

## Личная жизнь
Первый раз женился в 1922 году на Адель фон Каро (1899—1974), с которой развёлся спустя три года. От этого брака родился его единственный сын — Александр (1923—1989). Во второй раз женился в 1940 году на Консуэло Эйре (1909—1985).